# Наталі Арто
Наталі Арто (фр. вимова: [natali aʁto]; (23 лютого 1970 , Пейрен ) — французька викладачка економіки та політик. З 2008 року була речником комуністичної партії Lutte Ouvrière (Боротьба робітників), починаючи з 2001 року кілька разів балотувалася на виборах від цієї партії. Обиралася  кандидатом від партії на президентських виборах 2012, 2017 та 2022 років. Вона набрала 0,56; 0,64 та 0,57 відсотка поданих голосів і посіла дев'яте, десяте та дванадцяте місця, відповідно. Самопроголошена комуністка, зосереджувала свої кампанії на робітничих та економічних питаннях; її платформа включала такі позиції, як підвищення мінімальної заробітної плати, припинення виселення і масових звільнень, а також націоналізація французьких фінансових установ. У 2019 році Арто також очолив список кандидатів від «Боротьби робітників» до Європарламенту; партія набрала 0,78 відсотка всіх поданих голосів.

## Ранній життєпис та кар'єра
Наталі Арто народилася в 1970 році в Пейрені департаменту Дром у Франції. Її батько мав гараж. Вперше вона зацікавилася партією «Боротьба робітників» у 1980-х роках, будучи студенткою старшої школи, а у 18-річному віці офіційно приєдналася до партії. Вперше вона балотувалася на виборні посади в 2001 році на муніципальних виборах у Во-ан-Велені, а пізніше брала участь у парламентських та регіональних виборах. У 2008 році Арто стала офіційно призначеною речником партії.

## Політичні кампанії

### Президентські вибори 2012
5 грудня 2010 року Наталі Арто була призначена кандидатом від Лютт Оувр'єр на президентських виборах 2012 року. У першому турі виборів 22 квітня 2012 року вона отримала 202 548 голосів, 0,56 відсотка від усіх поданих, і посіла дев'яте місце.

### Президентські вибори 2017
У грудні 2014 року Арто вперше заявила про свою зацікавленість представляти партію на виборах 2017 року, заявивши, що в разі обрання її партією вона буде готова балотуватися на виборах вдруге. 14 березня 2016 року Арто оголосила про свою кандидатуру на пост президента через день після того, як вона була обрана з'їздом партії під час зустрічі в Паризькому регіоні. Оголосивши про свою кандидатуру, Арто наголосила на необхідності відстоювання прав працівників і висловила оптимізм, що її кампанія може допомогти об'єднати виборців проти ультраправих. Вона також вказала на свій намір вести кампанію з питань, подібних до тих, які вона обговорювала під час виборів 2012 року, і висловила спротив нещодавнім зусиллям щодо пенсійної реформи, податковому кредиту для конкурентоспроможності та зайнятості (fr), а також пропозиціям, відомим як Пакт відповідальності та Діяльність Макрона. Щодо трудової політики нинішньої адміністрації, вона заявила, що «можна почути, як Жюппе чи Саркозі кажуть, що (тодішній президент) Олланд не має хребта, але він перевершив їх усіх на кілька голів у плані наступу на права робітників».
Через спеціальну базу партії «Боротьба робітників» не очікувалося, що Наталі Арто зіткнеться з проблемами зі збором необхідних 500 підписів, щоб отримати право на розміщення бюлетенів; У підсумку вона стала однією з перших п'яти кандидатів, які подали необхідні підписи. Вона виступала за підтримку підвищення мінімальної заробітної плати до 1800 євро на місяць (збільшення на 647 євро), заборони звільнення та виселення з орендованого майна, впровадження широкомасштабної програми найму на державні послуги, зниження пенсійного віку до 60-річного віку, підвищення пенсії та індексація їх на вартість життя, націоналізація французьких банків і фінансового сектора. Арто продовжував викладати під час своєї кампанії, що зробило її єдиним кандидатом, який досі залишився на посаді, крім того (разом з кандидатом від Національного фронту Марін Ле Пен) був однією з двох жінок-кандидатів на пост президента; вона також назвала себе єдиним кандидатом від комуністів у перегонах. Вона та Філіп Путу (висуванець Нової антикапіталістичної партії) позиціонували себе як троцькістські кандидатів.
Арто не було запрошено для участі в дебатах TF1 між п'ятьма найбільшими кандидатами; однак вона з'явилася в дебатах проти кандидата від " Солідарності та прогресу " Жака Шемінада, які транслювали практично того ж дня. За місяць до першого туру виборів Арто виступила на мітингу, де були присутні 3500 осіб у Сен-Дені . 4 квітня Арто був одним з одинадцяти кандидатів, які з'явилися на останніх телевізійних президентських дебатах, які вели BFM TV та CNews . Під час дебатів Арто критикувала своїх опонентів за їхні погляди на імміграцію; У відповідь на запитання про те, як вона захищатиме Францію від терористичних атак, Арто відповіла, що "я можу сказати, чого я не буду робити, так це використовувати кожну атаку, кожну трагедію, щоб об'єднати терористів з мігрантами, іммігрантами та мусульманами [. . . ] Це те, що ви робите весь час, Марін Ле Пен і Франсуа Фійон . Вона також напала на роботодавців, які, за її словами, «безкарно порушують стан робітничого класу». Після свого виступу в дебатах бізнес-директор Софі де Ментон (фр .) написала відкритий лист до Національної освітньої асоціації з проханням відсторонити Арто від її посади викладача, стверджуючи, що вона втілює «соціальну ненависть» і висловлюючи занепокоєння «насильством» Арто яке вона продемонструвала під час на дебатів. У відповідь Арто написала відкритий лист, в якому звинуватила де Ментон у тому, що вона була серед «поліції думок роботодавців» і стверджувала, що її власна риторика має набагато менше значення, ніж дії держави. Також була розпочата петиція з проханням, щоб де Ментон «припинив говорити публічно».
У першому турі виборів 23 квітня Наталі Арто отримала 232 284 голоси, що становить 0,64 відсотка від усіх поданих, посів десяте місце. Арто продовжувала балотуватися як кандидат на парламентських виборах у Франції, що відбулися в червні; у шостому окрузі Сена-Сен-Дені вона отримала 2,66 відсотка голосів.

### Вибори до парламенту 2019 року
У грудні 2018 року було оголошено, що Наталі Арто буде балотуватися як провідний кандидат від «Боротьби робітників» на виборах до Європейського парламенту у Франції . Арто вказала, що її кампанія буде присвячена виключно питанню прав робітників, пояснивши, що партія відмовилася сформувати список з лівими партіями, оскільки її партія не хотіла, щоб кампанія стала «рекордом для всіх бійок». Партія набрала 176 339 голосів або 0,78 відсотка всіх поданих голосів, і таким чином не отримала жодного місця. У березні 2021 року Партія боротьби робітників визначила Арто своїм кандидатом від Іль-де-Франс на регіональних виборах того року.

### Президентські вибори 2022
У грудні 2020 року Наталі Арто оголосила про свою участь у президентських виборах у Франції 2022 року і отримала офіційну номінацію партії «Боротьба робітників» на їх щорічному з'їзді.

## Інша діяльність
У грудні 2019 року Арто представляла партію «Боротьба робітників» на зборах, скликаних Комуністичною партією Франції, ідеологічно лівих політичних партій, які виступали проти пропозиції Макрона щодо пенсійної реформи; Арто сказала Le Monde, що політика Макрона «не має жодного сенсу», уточнивши, що ліві партії та робітники повинні об'єднатися, щоб перемогти цю пропозицію.
З 2008 по 2014 рік Наталі Арто також обіймала посаду муніципального радника, головуючи з питань молоді у Во-ан-Велені.